# Le Parfum (manga)
Pour les articles homonymes, voir Parfum (homonymie).
Le Parfum (０の奏香師, Zero no sōkōshi) est un shōjo manga de Kaori Yuki prépublié dans le Hana to yume en 2004 puis publié par Hakusensha en 2006. La version française est publiée chez Tonkam en juillet 2008.

## Synopsis
Kanadé est un jeune et talentueux parfumeur, né avec d'étonnantes capacités olfactives. Accompagné de sa cousine Anaïs, il résoudra différentes affaires de meurtres pleines de mystères.
Ce volume est en quelque sorte découpé en trois parties, toujours avec les deux personnages principaux.
Première affaire
Kanadé a composé un parfum pour Tsubomi à la demande de la mère de celle-ci. Kanadé et Anaïs vont résoudre l’affaire de la disparition de cette jeune fille en suivant un homme qui chaque jour passe avec à la main un nouveau bouquet de roses. 
Deuxième affaire
L'histoire commence par un souvenir de Kanadé. Lorsqu'il rencontre pour la première fois sa cousine Anaïs, la fillette lui fera promettre de lui composer pour son mariage un parfum au lys blanc et de n'en donner à personne d'autre.
Kanadé et Anaïs résoudront l'affaire d'un soi-disant parfum qui tuerait quiconque le respire. Il retrouvera un ancien camarade, d'une école de parfum lorsqu'ils étaient en France. Ce dernier étant jaloux et prêt à tout pour prendre sa revanche. 
Troisième et dernière affaire
Dans cette affaire, Kanadé se servira de ses parfums pour faire retrouver la mémoire d’un évènement à une amie d'Anaïs. La jeune fille pense que son père a voulu la tuer lorsqu'elle était petite, et que c'est de sa faute s’il est tombé dans le ravin et qu'il est toujours dans le coma.

## Les personnages
Personnages principaux
- Kanadé Saikawa : il est plutôt mou et inactif, il porte des habits blancs (d'après l'auteur pour symboliser « l'état zéro »)
- Anaïs : est la cousine de Kanadé par alliance, d'origine française, elle a été élevée au Japon. C'est une lycéenne, ses cheveux sont blonds et ses yeux sont bleus.

Personnages présents dans la première affaire
- Taiki : l’homme aux bouquets de roses, amant de Tsubomi.
- Tsubomi Shikishima : petite amie de Taiki
- Madame Shikishima : mère de Tsubomi

Personnages présents dans la deuxième affaire
- Soushi Yamanami : est un photographe, c’est lui qui permettra aux deux personnages principaux de rencontré la fausse Asura Araragi.
- Asura Araragi : rédactrice en chef du magazine Sorcière. C’est en fait Kureishi Ayatsuga qui a subi une opération chirurgicale et s’est injecté des hormones.
- Mikaline : employé du magazine sorcière qui a acheté un flacon du fameux parfum donnant la mort. Elle sera déjà morte lorsque Kanadé, Anaïs et Asura arriveront chez elle.
- Kureishi Ayatsuga : étudiant dans la même école que Kanadé en France.
- Liliane : petite amie de Kureishi, elle demandera à Kanadé de lui composé un parfum au lys blanc mais ce dernier refusera, elle perdra la vie dans un accident de voiture avec son petit ami.
- Kimié Matsuya : jeune fille suicidaire dont s’est servi Kureishi. Elle est la véritable rédactrice en chef du magazine sorcière. Après avoir obtenu assez d‘informations sur son travail Kureishi la pousse à se suicider.

Personnages présents dans la dernière affaire
- Lilas : c’est une amie d’Anaïs, qui retrouvera certains évènements qu’elle avait oublié, à l’aide des compositions de Kanadé.
- Tante Aki : elle est la tante de Lilas du côté de sa mère, elle vient souvent rendre visite à son beau-frère (père de lilas) qui est dans le coma. C’est elle qui a essayé de tuer Lilas et qui a poussé le père de la jeune fille dans le ravin.
- Le père de Lilas : dans le coma depuis déjà plusieurs années. C’est lui qui décida à la naissance de sa fille de l’appeler Lilas car cette fleur lui rappelle sa rencontre avec sa femme.